# ユーデンブルク郡

ユーデンブルク郡
Bezirk Judenburg

ユーデンブルク郡（ユーデンブルクぐん、独: Bezirk Judenburg）は、オーストリアのシュタイアーマルク州にある郡（Bezirk; 行政管区とも訳される）。郡庁所在地はユーデンブルク。
西でムーラウ郡と、北でリーツェン郡と、北東でレオーベン郡と、東でクニッテルフェルト郡と、南東でフォイツベルク郡と、南でケルンテン州のヴォルフスベルク郡およびザンクト・ファイト・アン・デア・グラン郡と接する。
ユーデンブルク郡には以下の24の市町村（Gemeinde; ゲマインデ）がある。そのうちユーデンブルクとツェルトヴェックが市（Stadt）に、五つが町（Marktgemeinde; 市場町）に指定されている。
- アメリング Amering
- ブレットシュタイン Bretstein
- エッペンシュタイン Eppenstein
- フォーンスドルフ Fohnsdorf
- ホーエンタウエルン Hohentauern
- ユーデンブルク Judenburg （市）
- マリーア・ブーフ＝ファイストリッツ Maria Buch-Feistritz
- オプダッハ Obdach （町）
- オーバークルツハイム Oberkurzheim
- オーバーヴェック Oberweg
- オーバーツァイリング Oberzeiring （町）
- ペルス Pöls （町）
- プスターヴァルト Pusterwald
- ライフリング Reifling
- ライスシュトラーセ Reisstraße
- ザンクト・アンナ・アム・ラーヴァンテッグ Sankt Anna am Lavantegg
- ザンクト・ゲオルゲン・オプ・ユーデンブルク Sankt Georgen ob Judenburg
- ザンクト・ヨーハン・アム・タウエルン Sankt Johann am Tauern
- ザンクト・オスヴァルト＝メーダーブルッグ Sankt Oswald-Möderbrugg
- ザンクト・ペーター・オプ・ユーデンブルク Sankt Peter ob Judenburg
- ザンクト・ヴォルフガング＝キーンベルク Sankt Wolfgang-Kienberg
- ウンツマルクト＝フラウエンブルク Unzmarkt-Frauenburg （町）
- ヴァイスキルヒェン・イン・シュタイアーマルク Weißkirchen in Steiermark （町）
- ツェルトヴェーク Zeltweg （市）